# José Manuel Lucía Megías
José Manuel Lucía Megías (Ibiza, Islas Baleares, 1967) es catedrático de Filología Románica de la Universidad Complutense de Madrid, poeta y dramaturgo. 

## Biografía
Nació en Ibiza (Islas Baleares) el 10 de junio de 1967, de padre segoviano y madre extremeña. Desde los cuatro años ha vivido en la Comunidad de Madrid (Las Matas, Las Rozas, Alcalá de Henares y Madrid). Comenzó sus estudios de bachillerato en Las Rozas, donde fundó la revista Cras, y los terminó en el Instituto Complutense de Alcalá de Henares, donde dirigió la revista Compluteca. Realizó estudios de Filología en la Universidad de Alcalá, doctorándose en 1993 con la tesis: "Edición crítica del Libro del cavallero Zifar" dirigida por el profesor Carlos Alvar, por el que obtuvo el Premio Extraordinario de Doctorado. 
Ha sido profesor de la Universidad de Alcalá y profesor visitante de la Universidad de Trento. En la actualidad, es profesor de la  Universidad Complutense de Madrid (catedrático desde el año 2011), de la que ha sido Vicedecano de Biblioteca, Cultura y Relaciones Institucionales de la Facultad de Filología (2014-2022), y Titular de la Cátedra Abierta "Miguel de Cervantes" en la Universidad Nacional del Centro (Argentina). 
Ha compaginado su vida profesional como filólogo con la creación literaria. En el año 2000 publicó su primer libro de poemas, "Libro de horas", y desde entonces no ha dejado de escribir y de publicar, tanto poesía como ensayo o piezas teatrales. Durante los años 2022 y 2023 fue Presidente de la Sección de Literatura del Ateneo de Madrid. 

## Trayectoria profesional
La trayectoria investigadora de José Manuel Lucía Megías se ha movido en cuatro ámbitos de trabajo: 
1. literatura caballeresca, desde sus estudios y traducciones de la tradición artúrica francesa (traducción del Perceval de Chrétien de Troyes), a su difusión en la Península Ibérica (estudios sobre los testimonios conservados y sobre el “Libro del caballero Zifar”), hasta su adaptación a los nuevos tiempos del Renacimiento, con los libros de caballerías, de los que puede considerarse una autoridad mundial, para llegar al “Quijote”, estudiado en el género que le vio nacer.
2. Edición de textos/ Ecdótica: sus estudios se han planteado tanto desde un punto de vista teórico –siendo uno de los pocos investigadores españoles que se han acercado a este ámbito-, como práctico, con la edición de varios textos, algunos de ellos inéditos. En este ámbito le ha interesado tanto la difusión manuscrita (edición de textos) como impresa (bibliografía textual), sin olvidar los estudios de crítica genética.
3. Iconografía del Quijote: el estudio de la recepción del “Quijote” a partir de su iconografía se ha convertido en uno de los campos a los que más esfuerzos ha puesto en los últimos años, siendo el director de una de las herramientas más útiles: “Banco de imágenes del Quijote: 1605-1915”.
4. Humanidades digitales: es uno de los primeros investigadores españoles que se han destacado en este campo, donde ha aportado decenas de artículos y libros. Específicamente, le interesa la filología digital, y el análisis de los nuevos modelos textuales de difusión digital.

Además de los libros, capítulos de libros y artículos publicados en las revistas más prestigiosas, ha sido invitado a impartir cursos, seminarios y conferencias por todo el mundo, y ha formado parte o lo es de las juntas directivas de varias asociaciones científicas: ha sido secretario-tesorero de la Asociación Hispánica de Literatura Medieval, vocal de la Asociación Española de Bibliografía y actualmente es Presidente de Honor de la Asociación de Cervantistas y Vicepresidente de la Asociación Hispánica de Literatura Medieval.
Dirige o ha dirigido varios proyectos en la red (“Banco de imágenes del Quijote 1605-1915”, “Escritores complutenses 2.0”, que ha estado opertaiva hasta el año 2022 ), y ha sido el responsable científico del “Quijote interactivo” de la Biblioteca Nacional de España.
En la labor de traspaso del conocimiento a la sociedad, además de ser director de varias colecciones editoriales y miembro de consejo de redacción de diversas revistas científicas, ha sido comisario de más de 20 exposiciones, destacando la que en el año 2008 dedicó la Biblioteca Nacional de España a conmemorar los 500 años de la publicación del Amadís de Gaula (Zaragoza, 1508), o las que ha dedicado a Cervantes y el Quijote durante los años 2015 y 2016.

## Poesía
En el año 2000 publicó su primer poemario: Libro de horas (Calambur), al que le han seguido Prometeo condenado (Calambur, 2004); Acróstico (Sial Pigmalión,  2005); Canciones y otros vasos de whisky (Sial Pigmalión, 2006); Cuaderno de bitácora (Sial Pigmalión, 2007); Trento (o el triunfo de la espera) (Bari, 2009); Tríptico (Sial Pigmalión, 2009); Y se llamaban Mahmud y Ayaz (Amargord, 2012, 3ª ed. 2013; reeditada en Medellín, EAFIT, 2019); Los últimos días de Trotski (Calambur, 2015), Versos que un día escribí desnudo (Bala perdida, 2018, 2ª ed. 2020), Aquí y ahora (Huerga y Fierro, 2020), Elogio del instante (Universidad de Alcalá, 2021), Flores en el asfalto (Huerga y Fierro2021), y se ha reeditado con traducción al chino su libro: Diario de un viaje a la tierra del dragón (Lastura, 2022). En el año 2022 obtuvo el XLI Premio Internacional de Poesía “Juan Alcaide” con el poemario El fin es solo un accidente (Verbum, 2022), en el  2023 ha publicado Kabul. Crónica de un silencio (Huerga y Fierro), que obtuvo el Premio Estandarte al Mejor libro de poesía publicado este año e Instantes. Fotolibro poético (Sial Pigmalión). Su último libro de poemas es El hombre que yo amo (Huerga y Fierro, 2025)
En el último año, poemas suyos han sido recogidos en varias antologías: Mar sin fronteras. Antologia liquida de la poesía spagnola contemporanea (Bari, Stilo Editrice), Poesía de interior. Cuarentena poética (Madrid, Pigmalión), Poéticas mediterráneas 2020 (Madrid, Bala Perdida). 
En el año 2017 ha reunido toda su poesía en El único silencio (1998-2017), y al siguiente se publica una antología de su obra, realizada por Pablo Moro: Yo sé quien soy. Inventario de una noche (Madrid, 2018). 
Ha editado la poesía del poeta colombiano Jaime Jaramillo (2000) y la Poesía completa de José Luis Sampedro (2020). Ha traducido a Cesare Pavese y a Mihail Eminescu, además de a varios poetas medievales.
Ha participado en varios recitales poéticos en Brasil, Argentina, Colombia, Francia, Italia, Israel, Túnez, Uruguay y España, y sus poemas se han publicado en antologías y revistas de Europa, América y Asia. Es director de la Plataforma literaria “Escritores Complutenses 2.0” y del grupo de investigación UCM “Poéticas de la modernidad: De la Edad Media a José Ángel Valente”.

## Teatro
Varios de los poemas de Tríptico han sido puestos en escena por el grupo de teatro Aldaba, en el espectáculo teatral Del amor y sus demonios. Por su parte, Y se llamaban Mahmud y Ayaz ha sido llevado al teatro con el título Voces en el silencio, con dramaturgia de Carlos Jiménez, y su libro Flores en el asfalto fue estrenada en noviembre de 2021, protagonizada por Pablo Moro y dirigida por Daniel Migueláñez.
En octubre de 2020 estrenó su obra de teatro Cervantes y el juego de la oca, escrita con Ricard Borrás en el Corral de Comedias de Alcalá de Henares. Y en el año 2021 publicó su monólogo teatral: Yo soy Catalina de Salazar, mujer de Miguel de Cervantes (Madrid, Huso). 
Es miembro de la Academia Española de Artes Escénicas y del Instituto de Teatro de Madrid. 

## Premios y reconocimientos
2016: Orden civil de Alfonso X El Sabio
2020: Finalista del Mejor libro de poesía Estandarte, por Aquí y ahora. 
2022: XLI Premio Internacional de Poesía “Juan Alcaide” por El fin es solo un accidente
2023. Primer Premio al Mejor libro de poesía Estandarte por Kabul. Crónica de un silencio
2025: Premio Dámaso Alonso de la Academia Hispanoamericana de Buenas Letras de Madrid

## Obra

### Poesía
- - Libro de horas (Calambur 2000)
  - Prometeo condenado (Calambur 2004)
  - Acróstico (Sial Pigmalión 2005)
  - Canciones y otros vasos de whisky (Sial Pigmalión 2006)
  - Cuaderno de bitácora (Sial Pigmalión 2007)
  - Trento (Bari, 2009)
  - Tríptico (Sial Pigmalión 2009)
  - Y se llamaban Mahmud y Ayaz (Amargord, 2012)
  - Los últimos días de Trotski (Calambur, 2015)
  - Versos que un día escribí desnudo (Bala Perdida, 2018)
  - Aquí y ahora (Huerga y Fierro 2020)
  - Diario de un viaje a la tierra del dragón (Lastura, 2021)
  - Flores en el asfalto (Huerga y Fierro, 2021)
  - Elogio del instante (Universidad de Alcalá, 2021)
  - El fin es solo un accidente (Verbum, 2022)
  - Kabul (crónica de un silencio) (Huerga y Fierro, 2023)
  - Instantes (fotolibro poético) (Sial-Pigmalión, 2024)
  - Trento (o el triunfo de la espera) / Trento (o il trionfo dell'attesa) (Olifante, 2024)
  - El hombre que yo amo (Huerga & Fierro, 2025)

### Teatro
- - Voces en el silencio (Y se llamaban Mahmud y Ayaz), con Carlos Jiménez (Sial Pigmalión 2016)
  - Cervantes y el juego de la oca, con Ricard Borràs (estreno en 2020)
  - Yo soy Catalina de Salazar, mujer de Miguel de Cervantes, (Huso , 2021)

### Ensayo
- Cervantes íntimo. Amor y sexo en los Siglos de Oro, Plaza & Janés, 2025
- José Luis Sampedro. Un hombre fronterizo, Plaza & Janés, 2023
- Defensa de lo contemporáneo. Emilia Pardo Bazán, catedrática de la Universidad Central (Escolar Editores, 2022)
- El Quijote en imágenes, Universidad de Alcalá. 2021.
- Manual de coleccionista de Quijote, con Justo Fernández, Sial Pigmalión, 2020.
- Conferencias cervantinas, con Miguel Rep, Sial Pigmalión, 2019.
- La plenitud de Cervantes, Edaf, 2019
- La madurez de Cervantes, Edaf, 2016
- La juventud de Cervantes, Edaf, 2016.

1. ↑  «Portal personal en la UCM».
2. ↑  «Portal personal de José Manuel Lucía Megías».
3. ↑  «Portal oficial de la Cátedra Cervantes de la UNICEN».
4. ↑  «Portal personal de José Manuel Lucía Megías».
5. ↑  «Investigación de José Manuel Lucía Megías».
6. ↑  «Portal de José Manuel Lucía Megías».